# Араблуй-є-Біше
Араблуй-є-Біше (перс. عربلوی بیشه) — село в Ірані, входить до складу дехестану Південний Назлуй у Центральному бахші шахрестану Урмія провінції Західний Азербайджан.